# يان راجينوخ
يان راجينوخ (بالتشيكية: Jan Rajnoch)‏ (30 سبتمبر 1981 في التشيك - ) هو لاعب كرة قدم تشيكي في مركز الوسط. شارك مع منتخب جمهورية التشيك لكرة القدم. أما مع النوادي، فقد لعب مع أضنة دمير سبور وأنقرة غوجو وإنيرجي كوتبوس وبوهيميانز 1905 وسبارتا براغ وسيفاسبور ونادي سلوفان ليبيريتس ونادي سيغما أولوموتس ونادي ملادا بوليسلاف وSC Xaverov ‏ ونادي سلوفاكو.

## وصلات خارجية
- يان راجينوخ على موقع الاتحاد الدولي (مؤرشف)  (الإنجليزية)
- يان راجينوخ على موقع الاتحاد الأوربي (الإنجليزية)
- يان راجينوخ على موقع الاتحاد التشيكي (الإنجليزية)
- يان راجينوخ على موقع اتحاد تركيا (لاعب) (الإنجليزية)
- يان راجينوخ على موقع قاعدة بيانات كرة القدم.إي يو (الإنجليزية)
- يان راجينوخ على موقع بيانات كرة القدم. دي إي (الألمانية)
- يان راجينوخ على موقع ناشيونال فوتبول تيمز (الإنجليزية)
- يان راجينوخ على موقع Soccerway.com (الإنجليزية)
- يان راجينوخ على موقع عالم كرة القدم.نت (الإنجليزية)